# Eisschnelllauf-Sprintweltmeisterschaft 1982
Die 13. Eisschnelllauf-Sprintweltmeisterschaft wurde vom 6. bis 7. Februar im niederländischen Alkmaar (De Meent) ausgetragen.

## Wettbewerb
- 65 Sportler aus 18 Nationen nahmen am Mehrkampf teil

| Teilnehmende Nationen                          | Teilnehmende Nationen                                            | Teilnehmende Nationen              | Teilnehmende Nationen           | Teilnehmende Nationen          |
| ---------------------------------------------- | ---------------------------------------------------------------- | ---------------------------------- | ------------------------------- | ------------------------------ |
| Australien Kanada Volksrepublik China Finnland | Frankreich BR Deutschland Deutsche Demokratische Republik Ungarn | Italien Japan Südkorea Niederlande | Norwegen Polen Schweiz Schweden | Sowjetunion Vereinigte Staaten |

### Frauen

#### Endstand
- Zeigt die zwölf erfolgreichsten Sportlerinnen der Sprint-WM

| Rang | Name                    | 1. Lauf 500 Meter | Pkt.  | 1. Lauf 1.000 Meter | Pkt.  | 2. Lauf 500 Meter | Pkt.  | 2. Lauf 1.000 Meter | Pkt.  | Gesamt- pkt. |
| ---- | ----------------------- | ----------------- | ----- | ------------------- | ----- | ----------------- | ----- | ------------------- | ----- | ------------ |
| 1    | Natalja Petrusjowa      | 41,58 (1)         | 41,58 | 1:25,69 (1)         | 42,84 | 41,55 (1)         | 41,55 | 1:24,02 (1)         | 42,01 | 167,985      |
| 2    | Karin Busch             | 41,65 (2)         | 41,65 | 1:26,07 (2)         | 43,03 | 41,84 (2)         | 41,84 | 1:25,67 (2)         | 42,83 | 169,360      |
| 3    | Monika Holzner-Pflug    | 42,15 (4)         | 42,15 | 1:28,22 (5)         | 44,11 | 42,26 (5)         | 42,26 | 1:26,44 (6)         | 43,22 | 171,740      |
| 4    | Yvonne van Gennip       | 42,91 (10)        | 42,91 | 1:26,98 (3)         | 43,49 | 42,51 (8)         | 42,51 | 1:26,19 (4)         | 43,09 | 172,005      |
| 5    | Alie Boorsma            | 42,49 (8)         | 42,49 | 1:28,37 (7)         | 44,18 | 42,33 (6)         | 42,33 | 1:26,82 (8)         | 43,41 | 172,415      |
| 6    | Christa Rothenburger    | 42,39 (6)         | 42,39 | 1:29,33 (10)        | 44,66 | 42,16 (3)         | 42,16 | 1:26,42 (5)         | 43,21 | 172,425      |
| 7    | Skadi Walter            | 42,48 (7)         | 42,48 | 1:29,25 (9)         | 44,62 | 42,36 (7)         | 42,36 | 1:27,83 (13)        | 43,91 | 173,380      |
| 8    | Liudmila Masjkovtseva   | 42,37 (5)         | 42,37 | 1:29,22 (8)         | 44,61 | 43,05 (11)        | 43,05 | 1:26,98 (9)         | 43,49 | 173,520      |
| 9    | Sylvie Daigle           | 43,58 (13)        | 43,58 | 1:29,63 (13)        | 44,81 | 43,11 (12)        | 43,11 | 1:27,62 (12)        | 43,81 | 175,315      |
| 10   | Marzia Peretti          | 42,80 (9)         | 42,80 | 1:29,88 (15)        | 44,94 | 42,91 (9)         | 42,91 | 1:29,61 (18)        | 44,80 | 175,455      |
| 11   | Sarah Docter            | 44,15 (18)        | 44,15 | 1:28,22 (5)         | 44,11 | 44,01 (24)        | 44,01 | 1:26,70 (7)         | 43,35 | 175,620      |
| 12   | Annette Carlén-Karlsson | 43,70(14)         | 43,70 | 1:30,19 (17)        | 45,09 | 43,77 (19)        | 43,77 | 1:27,33 (11)        | 43,66 | 176,230      |

#### 1. Lauf 500 Meter
| Platz | Name                  | Land                            | Zeit  | Punkte |
| ----- | --------------------- | ------------------------------- | ----- | ------ |
| 1     | Natalja Petrusjowa    | Sowjetunion                     | 41,58 | 41,58  |
| 2     | Karin Busch           | Deutsche Demokratische Republik | 41,65 | 41,65  |
| 3     | Natalja Glebowa       | Sowjetunion                     | 42,03 | 42,03  |
| 4     | Monika Holzner-Pflug  | BR Deutschland                  | 42,15 | 42,15  |
| 5     | Liudmila Masjkovtseva | Sowjetunion                     | 42,37 | 42,37  |
| 6     | Christa Rothenburger  | Deutsche Demokratische Republik | 42,39 | 42,39  |
| 7     | Skadi Walter          | Deutsche Demokratische Republik | 42,48 | 42,48  |
| 8     | Alie Boorsma          | Niederlande                     | 42,49 | 42,49  |
| 9     | Marzia Peretti        | Italien                         | 42,80 | 42,80  |
| 10    | Yvonne van Gennip     | Niederlande                     | 42,91 | 42,91  |
|       |                       |                                 |       |        |
| 23    | Manuela Haßmann       | BR Deutschland                  | 44,53 | 44,53  |
| 28    | Brigitte Flierl       | BR Deutschland                  | 45,04 | 45,04  |

#### 1. Lauf 1.000 Meter
| Platz | Name                              | Land                              | Zeit    | Punkte |
| ----- | --------------------------------- | --------------------------------- | ------- | ------ |
| 1     | Natalja Petrusjowa                | Sowjetunion                       | 1:25,69 | 42,84  |
| 2     | Karin Busch                       | Deutsche Demokratische Republik   | 1:26,07 | 43,03  |
| 3     | Yvonne van Gennip                 | Niederlande                       | 1:26,98 | 43,49  |
| 4     | Natalja Kurowa                    | Sowjetunion                       | 1:28,08 | 44,04  |
| 5     | Monika Holzner-Pflug Sarah Docter | BR Deutschland Vereinigte Staaten | 1:28,22 | 44,11  |
| 7     | Alie Boorsma                      | Niederlande                       | 1:28,37 | 44,18  |
| 8     | Liudmila Masjkovtseva             | Sowjetunion                       | 1:29,22 | 44,61  |
| 9     | Skadi Walter                      | Deutsche Demokratische Republik   | 1:29,25 | 44,62  |
| 10    | Christa Rothenburger              | Deutsche Demokratische Republik   | 1:29,33 | 44,66  |
|       |                                   |                                   |         |        |
| 22    | Manuela Haßmann                   | BR Deutschland                    | 1:31,58 | 45,79  |
| 25    | Brigitte Flierl                   | BR Deutschland                    | 1:31,84 | 45,92  |

#### 2. Lauf 500 Meter
| Platz | Name                 | Land                            | Zeit  | Punkte |
| ----- | -------------------- | ------------------------------- | ----- | ------ |
| 1     | Natalja Petrusjowa   | Sowjetunion                     | 41,55 | 41,55  |
| 2     | Karin Busch          | Deutsche Demokratische Republik | 41,84 | 41,84  |
| 3     | Christa Rothenburger | Deutsche Demokratische Republik | 42,16 | 42,16  |
| 4     | Natalja Glebowa      | Sowjetunion                     | 42,19 | 42,19  |
| 5     | Monika Holzner-Pflug | BR Deutschland                  | 42,26 | 42,26  |
| 6     | Alie Boorsma         | Niederlande                     | 42,33 | 42,33  |
| 7     | Skadi Walter         | Deutsche Demokratische Republik | 42,36 | 42,36  |
| 8     | Yvonne van Gennip    | Niederlande                     | 42,51 | 42,51  |
| 9     | Marzia Peretti       | Italien                         | 42,91 | 42,91  |
| 10    | Natalja Kurowa       | Sowjetunion                     | 42,97 | 42,97  |
|       |                      |                                 |       |        |
| 22    | Manuela Haßmann      | BR Deutschland                  | 43,98 | 43,98  |
| 29    | Brigitte Flierl      | BR Deutschland                  | 44,46 | 44,46  |

#### 2. Lauf 1.000 Meter
| Platz | Name                  | Land                            | Zeit    | Punkte |
| ----- | --------------------- | ------------------------------- | ------- | ------ |
| 1     | Natalja Petrusjowa    | Sowjetunion                     | 1:24,02 | 42,01  |
| 2     | Karin Busch           | Deutsche Demokratische Republik | 1:25,67 | 42,83  |
| 3     | Natalja Glebowa       | Sowjetunion                     | 1:26,04 | 43,02  |
| 4     | Yvonne van Gennip     | Niederlande                     | 1:26,19 | 43,09  |
| 5     | Christa Rothenburger  | Deutsche Demokratische Republik | 1:26,42 | 43,21  |
| 6     | Monika Holzner-Pflug  | BR Deutschland                  | 1:26,44 | 43,22  |
| 7     | Sarah Docter          | Vereinigte Staaten              | 1:26,70 | 43,35  |
| 8     | Alie Boorsma          | Niederlande                     | 1:26,82 | 43,41  |
| 9     | Liudmila Masjkovtseva | Sowjetunion                     | 1:26,98 | 43,49  |
| 10    | Natalja Kurowa        | Sowjetunion                     | 1:27,28 | 43,64  |
|       |                       |                                 |         |        |
| 13    | Skadi Walter          | Deutsche Demokratische Republik | 1:27,83 | 43,91  |
| 19    | Manuela Haßmann       | BR Deutschland                  | 1:29,69 | 44,84  |
| 26    | Brigitte Flierl       | BR Deutschland                  | 1:30,60 | 45,30  |

### Männer

#### Endstand
- Zeigt die zwölf erfolgreichsten Sportler der Sprint-WM

| Rang | Name              | 1. Lauf 500 Meter | Pkt.  | 1. Lauf 1.000 Meter | Pkt.  | 2. Lauf 500 Meter | Pkt.  | 2. Lauf 1.000 Meter | Pkt.  | Gesamt- pkt. |
| ---- | ----------------- | ----------------- | ----- | ------------------- | ----- | ----------------- | ----- | ------------------- | ----- | ------------ |
| 1    | Sergei Chlebnikow | 38,03 (1)         | 38,03 | 1:18,23 (1)         | 39,11 | 38,31 (4)         | 38,31 | 1:17,59 (2)         | 38,79 | 154,250      |
| 2    | Gaétan Boucher    | 38,53 (3)         | 38,53 | 1:18,53 (2)         | 39,26 | 38,26 (3)         | 38,26 | 1:16,69 (1)         | 38,34 | 154,400      |
| 3    | Frode Rønning     | 38,55 (4)         | 38,55 | 1:18,87 (3)         | 39,43 | 38,05 (2)         | 38,05 | 1:18,15 (5)         | 39,07 | 155,110      |
| 4    | Wladimir Koslow   | 38,51 (2)         | 38,51 | 1:20,21 (13)        | 40,10 | 37,80 (1)         | 37,80 | 1:18,34 (7)         | 39,17 | 155,585      |
| 5    | Jan-Åke Carlberg  | 39,27 (10)        | 39,27 | 1:20,02 (7)         | 40,01 | 38,89 (10)        | 38,89 | 1:18,21 (6)         | 39,10 | 157,275      |
| 6    | Nick Thometz      | 39,60(16)         | 39,60 | 1:20,04 (8)         | 40,02 | 39,08 (13)        | 39,08 | 1:17,97 (3)         | 38,98 | 157,685      |
| 7    | Lieuwe de Boer    | 38,73 (5)         | 38,73 | 1:21,77 (20)        | 40,88 | 38,54 (5)         | 38,54 | 1:19,22 (14)        | 39,61 | 157,765      |
| 8    | Akira Kuroiwa     | 38,93 (6)         | 38,93 | 1:20,19 (12)        | 40,09 | 38,97 (12)        | 38,97 | 1:19,70 (17)        | 39,85 | 157,845      |
| 9    | Miel Govaert      | 39,21 (8)         | 39,21 | 1:20,24 (14)        | 40,12 | 39,36 (22)        | 39,36 | 1:18,71 (9)         | 39,35 | 158,045      |
| 10   | Wladimir Lobanow  | 39,63 (18)        | 39,63 | 1:20,57 (15)        | 40,28 | 38,88 (8)         | 38,88 | 1:18,62 (8)         | 39,31 | 158,105      |
| 11   | Erik Henriksen    | 39,60(16)         | 39,60 | 1:20,16 (9)         | 40,08 | 39,16 (18)        | 39,16 | 1:18,80 (10)        | 39,40 | 158,240      |
| 12   | Roland Vetter     | 39,24 (9)         | 39,24 | 1:20,85 (16)        | 40,42 | 39,35 (21)        | 39,35 | 1:19,75 (18)        | 39,87 | 158,890      |

#### 1. Lauf 500 Meter
| Platz | Name              | Land                            | Zeit  | Punkte |
| ----- | ----------------- | ------------------------------- | ----- | ------ |
| 1     | Sergei Chlebnikow | Sowjetunion                     | 38,03 | 38,03  |
| 2     | Wladimir Koslow   | Sowjetunion                     | 38,51 | 38,51  |
| 3     | Gaétan Boucher    | Kanada                          | 38,53 | 38,53  |
| 4     | Frode Rønning     | Norwegen                        | 38,55 | 38,55  |
| 5     | Lieuwe de Boer    | Niederlande                     | 38,73 | 38,73  |
| 6     | Akira Kuroiwa     | Japan                           | 38,93 | 38,93  |
| 7     | Jukka Salmela     | Finnland                        | 39,16 | 39,16  |
| 8     | Miel Govaert      | Niederlande                     | 39,21 | 39,21  |
| 9     | Roland Vetter     | Deutsche Demokratische Republik | 39,24 | 39,24  |
| 10    | Jan-Åke Carlberg  | Schweden                        | 39,27 | 39,27  |
| 11    | Steffen Doering   | Deutsche Demokratische Republik | 39,40 | 39,40  |
|       |                   |                                 |       |        |
| 22    | Emmanuel Michon   | Frankreich                      | 39,88 | 39,88  |
| 24    | Stefan Panzer     | BR Deutschland                  | 40,01 | 40,01  |

#### 1. Lauf 1.000 Meter
| Platz | Name                         | Land                            | Zeit    | Punkte |
| ----- | ---------------------------- | ------------------------------- | ------- | ------ |
| 1     | Sergei Chlebnikow            | Sowjetunion                     | 1:18,23 | 39,11  |
| 2     | Gaétan Boucher               | Kanada                          | 1:18,53 | 39,26  |
| 3     | Frode Rønning                | Norwegen                        | 1:18,87 | 39,43  |
| 4     | Kai Arne Engelstad           | Norwegen                        | 1:19,18 | 39,59  |
| 5     | Jan Ykema                    | Niederlande                     | 1:19,80 | 39,90  |
| 6     | Anatoli Medennikow           | Sowjetunion                     | 1:19,83 | 39,91  |
| 7     | Jan-Åke Carlberg             | Schweden                        | 1:20,02 | 40,01  |
| 8     | Nick Thometz                 | Vereinigte Staaten              | 1:20,04 | 40,02  |
| 9     | Johan Granath Erik Henriksen | Schweden Vereinigte Staaten     | 1:20,16 | 40,08  |
|       |                              |                                 |         |        |
| 16    | Roland Vetter                | Deutsche Demokratische Republik | 1:20,85 | 40,42  |
| 24    | Emmanuel Michon              | Frankreich                      | 1:22,12 | 41,06  |
| 27    | Steffen Doering              | Deutsche Demokratische Republik | 1:22,52 | 41,26  |
| 30    | Stefan Panzer                | BR Deutschland                  | 1:23,66 | 41,83  |

#### 2. Lauf 500 Meter
| Platz | Name                              | Land                            | Zeit  | Punkte |
| ----- | --------------------------------- | ------------------------------- | ----- | ------ |
| 1     | Wladimir Koslow                   | Sowjetunion                     | 37,80 | 37,80  |
| 2     | Frode Rønning                     | Norwegen                        | 38,05 | 38,05  |
| 3     | Gaétan Boucher                    | Kanada                          | 38,26 | 38,26  |
| 4     | Sergei Chlebnikow                 | Sowjetunion                     | 38,31 | 38,31  |
| 5     | Anatoli Medennikow Lieuwe de Boer | Sowjetunion Niederlande         | 38,54 | 38,54  |
| 7     | Scott Guy                         | Vereinigte Staaten              | 38,78 | 38,78  |
| 8     | Jan Ykema Wladimir Lobanow        | Niederlande Sowjetunion         | 38,88 | 38,88  |
| 10    | Jan-Åke Carlberg                  | Schweden                        | 38,89 | 38,89  |
|       |                                   |                                 |       |        |
| 13    | Steffen Doering                   | Deutsche Demokratische Republik | 39,08 | 39,08  |
| 21    | Roland Vetter                     | Deutsche Demokratische Republik | 39,35 | 39,35  |
| 30    | Emmanuel Michon                   | Frankreich                      | 39,92 | 39,92  |

#### 2. Lauf 1.000 Meter
| Platz | Name               | Land                            | Zeit    | Punkte |
| ----- | ------------------ | ------------------------------- | ------- | ------ |
| 1     | Gaétan Boucher     | Kanada                          | 1:16,69 | 38,34  |
| 2     | Sergei Chlebnikow  | Sowjetunion                     | 1:17,59 | 38,79  |
| 3     | Nick Thometz       | Vereinigte Staaten              | 1:17,97 | 38,98  |
| 4     | Kai Arne Engelstad | Norwegen                        | 1:18,05 | 39,02  |
| 5     | Frode Rønning      | Norwegen                        | 1:18,15 | 39,07  |
| 6     | Jan-Åke Carlberg   | Schweden                        | 1:18,21 | 39,10  |
| 7     | Wladimir Koslow    | Sowjetunion                     | 1:18,34 | 39,17  |
| 8     | Wladimir Lobanow   | Sowjetunion                     | 1:18,62 | 39,31  |
| 9     | Miel Govaert       | Niederlande                     | 1:18,71 | 39,35  |
| 10    | Erik Henriksen     | Vereinigte Staaten              | 1:18,80 | 39,40  |
|       |                    |                                 |         |        |
| 18    | Roland Vetter      | Deutsche Demokratische Republik | 1:19,75 | 39,87  |
| 28    | Steffen Doering    | Deutsche Demokratische Republik | 1:21,31 | 40,65  |
| 30    | Emmanuel Michon    | Frankreich                      | 1:21,36 | 40,68  |